# ほんとうのピノッキオ
『ほんとうのピノッキオ』（Pinocchio）は、2019年のイタリアのファンタジー映画。カルロ・コッローディの『ピノッキオの冒険』を原作とした作品で、監督・脚本・製作はマッテオ・ガローネが務めた。主要キャストとしてフェデリコ・エラピ、ロベルト・ベニーニ、ジジ・プロイエッティ、ロッコ・パパレオ、マッシモ・チェッケリーニ、マリーヌ・ヴァクトが出演している。
2019年12月19日に01ディストリビューション配給で公開され、イタリア国内で興行収入1500万ユーロを記録してクリスマスウィークの興行成績首位となり、さらに歴代ガローネ監督作品の興行成績を塗り替え、2019年-2020年にかけてのイタリア興行成績第6位となった。英語吹替版は2020年8月14日にヴァーティゴ・フィルムズ配給でイギリス・アイルランドで公開、同年12月25日にロードサイド・アトラクションズ配給でアメリカ合衆国・カナダで公開された。
『ほんとうのピノッキオ』は批評家から高く評価された。ダヴィッド・ディ・ドナテッロ賞では15部門ノミネートされ、このうち5部門を受賞した。また、ナストロ・ダルジェント賞では9部門にノミネートされ、このうち6部門と特別賞を受賞し、第93回アカデミー賞では2部門にノミネートされている。

## ストーリー
イタリアのある村に暮らす大工ジェペットは仕事にあり付けず、その日の生活費を手にすることもできず困窮していた。彼は村にやってきた人形劇一座の人形を見て、自分も人形を作って国中を回り生活費を稼ごうと考えつく。さくらんぼ親方から木材を譲り受けたジェペットは早速人形を作り出すが、その人形は命を宿して意志を持ったため、彼は人形を「ピノッキオ」と名付けて息子のように育てようとする。ピノッキオはおしゃべりコオロギの忠告を無視して暖炉に足を向けたまま眠ってしまい、両足を燃やしてしまう。ジェペットは新しい足を作り、ピノッキオを人間の子供たちと同じように学校に通わせるため、衣服と引き換えに教科書を手に入れる。しかし、ピノッキオは学校に行かずに人形劇を見に行ってしまい、そのまま人形劇一座の人形と共に村の外に連れ出されてしまう。夜になり、人形劇一座の親方は食事をとるためにピノッキオを薪代わりに使用とするが、ピノッキオは「ジェペットのもとに帰りたい」と懇願する。事情を知った親方は他の人形を燃やそうとするが、ピノッキオが「彼の代わりに自分を燃やして」と頼み込んだことに感銘を受けた親方は人形を燃やすのを止める。翌朝、親方はピノッキオに金貨5枚を渡し、ジェペットの元に帰るように告げる。
村への帰路、ピノッキオは足が不自由なフリをしたキツネと盲目のフリをしたネコに出くわす。ピノッキオが金貨を持っていることを知った2匹は、「奇跡の草原に金貨を埋めれば金貨が実る木ができる」と嘘（うそ）をつき、ピノッキオを森に連れ出す。2匹は強盗に変装して金貨を奪おうとピノッキオを木につるすが、妖精に助け出される。妖精に事情を聞かれたピノッキオは嘘をつくが、魔法のせいで嘘をつくたびに鼻が伸びていき、妖精に伸びた鼻を短くされる。回復したピノッキオは妖精の家を後にするが、途中の町でキツネとネコに再会する。2匹は再び「奇跡の草原」にピノッキオを連れ出し、金貨を奪い取ることに成功する。だまされたことを知ったピノッキオは裁判所に訴え出るが、「この国では無罪の者が牢（ろう）に入る」と言われ収監されそうになり、「本当は悪いことをした」と嘘をついて釈放される。
村に戻ったピノッキオは、村人から「ジェペットがピノッキオを探しに海に出た」と聞かされ後を追おうとするが、波にのまれて別の島に打ち上げられる。そこで成長した妖精に再会し、「学校で勉強して行儀よくすれば、人間にしてあげる」と約束される。ピノッキオは勉強をサボって妖精に愛想を尽かされそうになるが、反省して勉強に打ち込んだ結果、クラスで1番の成績を出し、約束通りに人間にしてもらえることになった。しかし、学友のルシーニョロから学校も大人も存在しない「おもちゃの国」に誘われ、彼について行ってしまう。ピノッキオとルシーニョロは他の子供たちと共に「おもちゃの国」で楽しい一日を過ごすが、翌日にはロバになってしまう。馬車屋はロバになった子供たちを売り飛ばし、ピノッキオはサーカス団に売られてしまう。ピノッキオはサーカスで火の輪くぐりをやらされるが、転んで足をくじいてしまい、「使い物にならない」と判断されて海に捨てられてしまう。溺死しそうになったピノッキオは、妖精が呼び寄せた魚たちの助けで元の姿を取り戻し、団長の元から去っていく。
ピノッキオはジェペットを探して海をさまようが、途中でテリブル・ドッグフィッシュに食べられてしまう。腹の中でジェペットと再会したピノッキオは、テリブル・ドッグフィッシュが眠っている間に口から脱出し、一緒に逃げ出したマグロの助けを借りて岸まで辿り着く。2人は廃屋で休息するが、ジェペットが体調を崩して寝込んでしまう。ピノッキオはジェペットを助けるため、近隣の農家の元で働き始める。そこで片足を失ったキツネと本当に盲目になったネコに再会する。キツネは懲りずにピノッキオから硬貨を奪おうとするが、ピノッキオは取り合わずに去っていく。ピノッキオはジェペットが回復するまでの間、仕事と勉強を続け、その姿を見た妖精はピノッキオを人間に変える。願いが叶ったピノッキオはジェペットの元に向かい、2人で人間になったことを喜び合う。

## キャスト
- ピノッキオ - フェデリコ・エラピ（イタリア語版）[13]
- ジェペット（英語版） - ロベルト・ベニーニ[13]
- 人形劇一座の親方（英語版） - ジジ・プロイエッティ[13]
- ネコ - ロッコ・パパレオ[13]
- キツネ - マッシモ・チェッケリーニ（イタリア語版）[13]
- 妖精（英語版） - マリーヌ・ヴァクト[13]、ドミティッラ・ダミーコ（声）
- 妖精（幼少期） - アリーダ・バルダリ・カラブリア（イタリア語版）
- ルシーニョロ（英語版） - アレッシオ・ディ・ドメニカントニオ
- さくらんぼ親方 - パオロ・グラジオッシ（イタリア語版）
- カラス医師 - マッシミリアーノ・ガッロ（イタリア語版）
- フクロウ医師 - ジャンフランコ・ガッロ（イタリア語版）
- マグロ - マウリツィオ・ロンバルディ（イタリア語版）
- カタツムリ - マリア・ピア・ティモ（イタリア語版）
- おしゃべりコオロギ（英語版） - ダヴィデ・マロッタ（イタリア語版）
- ゴリラ裁判官 - テコ・セリオ（イタリア語版）
- コーチマン（英語版） - ニーノ・スカルディーナ（イタリア語版）

## 製作

### 撮影

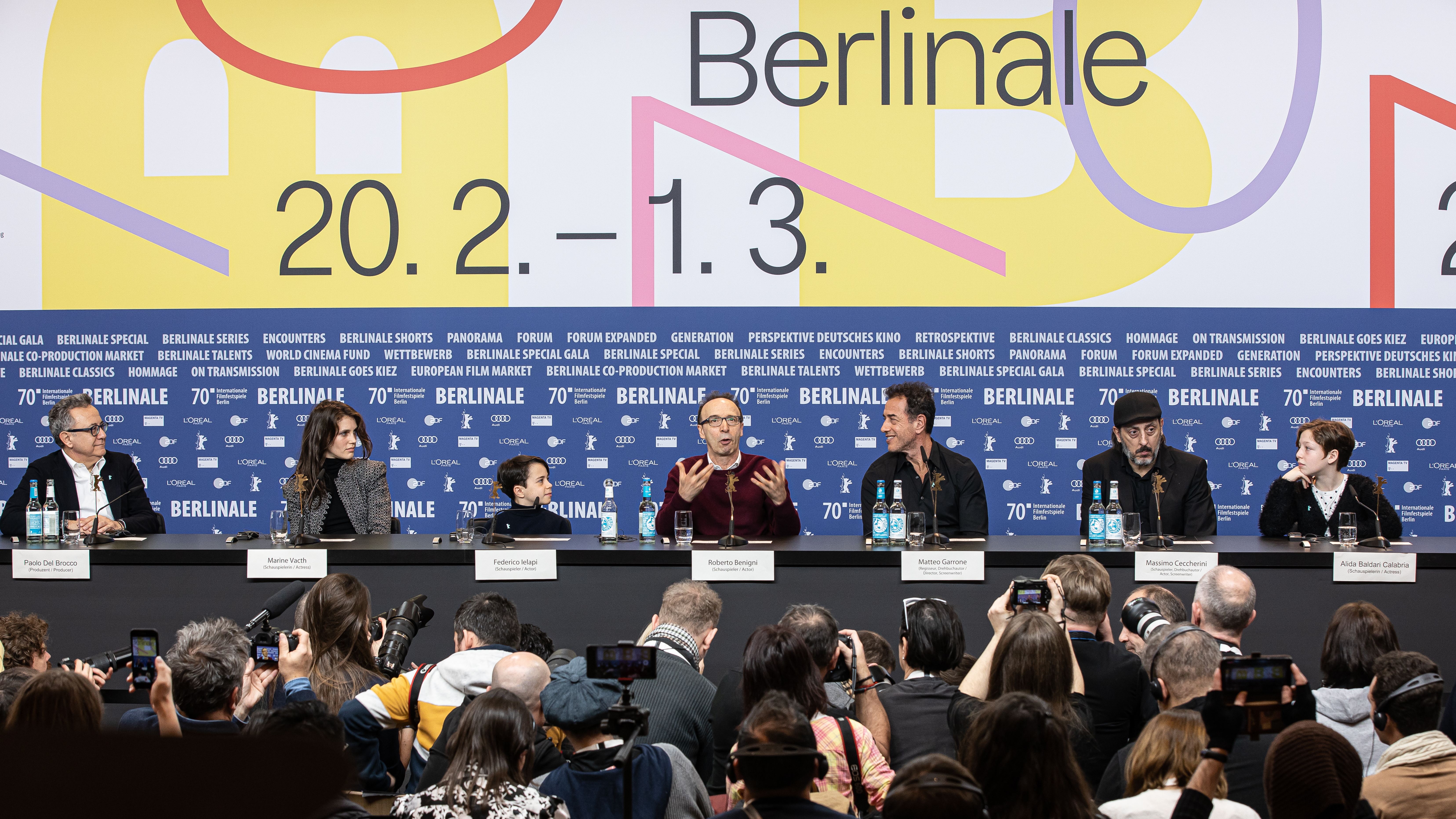
第70回ベルリン国際映画祭での会見に出席する監督と主要キャスト

『ほんとうのピノッキオ』はマッテオ・ガローネにとって念願の企画であり、彼は6歳の時に最初のストーリーボードを描いている。歴代のガローネ監督作品が大人向けの内容だったのに対し、『ほんとうのピノッキオ』は大人と子供の双方を対象として製作された。同作に登場するキャラクターの大半はCGIではなく、補綴メイクを施したキャストが演じている。
2016年10月24日、トニ・セルヴィッロがジェペット役に起用されたことが発表された。2年後の2018年10月にロベルト・ベニーニがゼペット役に起用されたことが発表され、彼は起用に際して「素晴らしいキャラクター、素晴らしいストーリー、素晴らしい監督。マッテオ・ガローネ監督の下でジェペット役を演じることは幸せの一つの形です」とコメントしている。当初はニック・ダッドマンの参加が報じられていたが、最終的に彼は参加しなかった。マーク・クーリエはキャラクターデザイン、補綴、特殊メイクを手掛けている。2019年3月18日から撮影が始まり、トスカーナ州、ラツィオ州、プーリア州で11週間かけて撮影された。

### 英語吹替版
ガローネは国外の配給会社を見付けるため、15万ユーロの自費を投じて英語吹替版を製作した。吹替作業にはイタリア人声優を起用しているが、これは映画のイタリア風味を残すためという理由と、イタリア人が吹替作業において優秀であるという理由からである。キャストのうちフェデリコ・エラピ（ピノッキオ役）、アリーダ・バルダリ・カラブリア（妖精役）、マウリツィオ・ロンバルディ（マグロ役）は吹替も担当しており、ロンバルディはマッシミリアーノ・ガッロが演じたカラス役の吹替も担当している。マリーヌ・ヴァクトが演じた青い妖精役はイタリア語版と英語吹替版の両方でドミティッラ・ダミーコが吹替を担当している。英語吹替版の監督はフランチェスコ・ヴァイラーノが務め、英語吹替版の台詞も彼が手掛けている。

## 公開
2019年3月29日に最初のプロモーション・イメージが公開され、7月3日に予告編が公開された。12月19日にイタリアで公開された。
2020年5月、プロデューサーのパオロ・デル・ブロッコは「アメリカ合衆国での公開が目前まで迫っていたが、新型コロナウイルス感染症の世界的流行により配給を中止した」と明かした。7月27日にヴァーティゴ・フィルムズがイギリス・アイルランドの配給権を取得し、8月下旬公開予定であることが発表された。翌28日に全英映像等級審査機構は『ほんとうのピノッキオ』をPGレイティング認定した。同月30日にヴァーティゴ・フィルムズは英語吹替版の予告編を公開し、8月14日に公開することを発表した。11月19日にロードサイド・アトラクションズがアメリカの配給権を取得し、同月30日にはアメリカ・カナダで12月25日から公開されることが発表された。

## 評価

### 興行収入
イタリアでは公開週末に290万ドルの興行収入を記録し、『スター・ウォーズ/スカイウォーカーの夜明け』に次ぐ興行成績第2位となった。その後、公開第2週末に190万ドル（第3位）、公開第3週末に53万806ドル（第6位）を記録している。最終的な国内興行収入は1500万ユーロ（1710万ドル）を記録し、『ゴモラ』の記録（1020万ユーロ）を抜いてガローネ監督作品の中で最大の興行収入を記録した。また、2019年-2020年にかけてのイタリア興行成績は『Tolo Tolo』『ライオン・キング』『ジョーカー』『アナと雪の女王2』『Il primo Natale』に次ぐ第6位となった。
イギリスでは271劇場で公開され、10万7260ユーロ（14万810ドル）の興行収入を記録し、新型コロナウイルス感染症に伴う劇場封鎖の解除後の興行成績で第3位となった。同国における最終的な興行収入は110万ドルを記録している。アメリカでは736劇場で公開され、27万4600ドルの興行収入を記録した。

### 批評

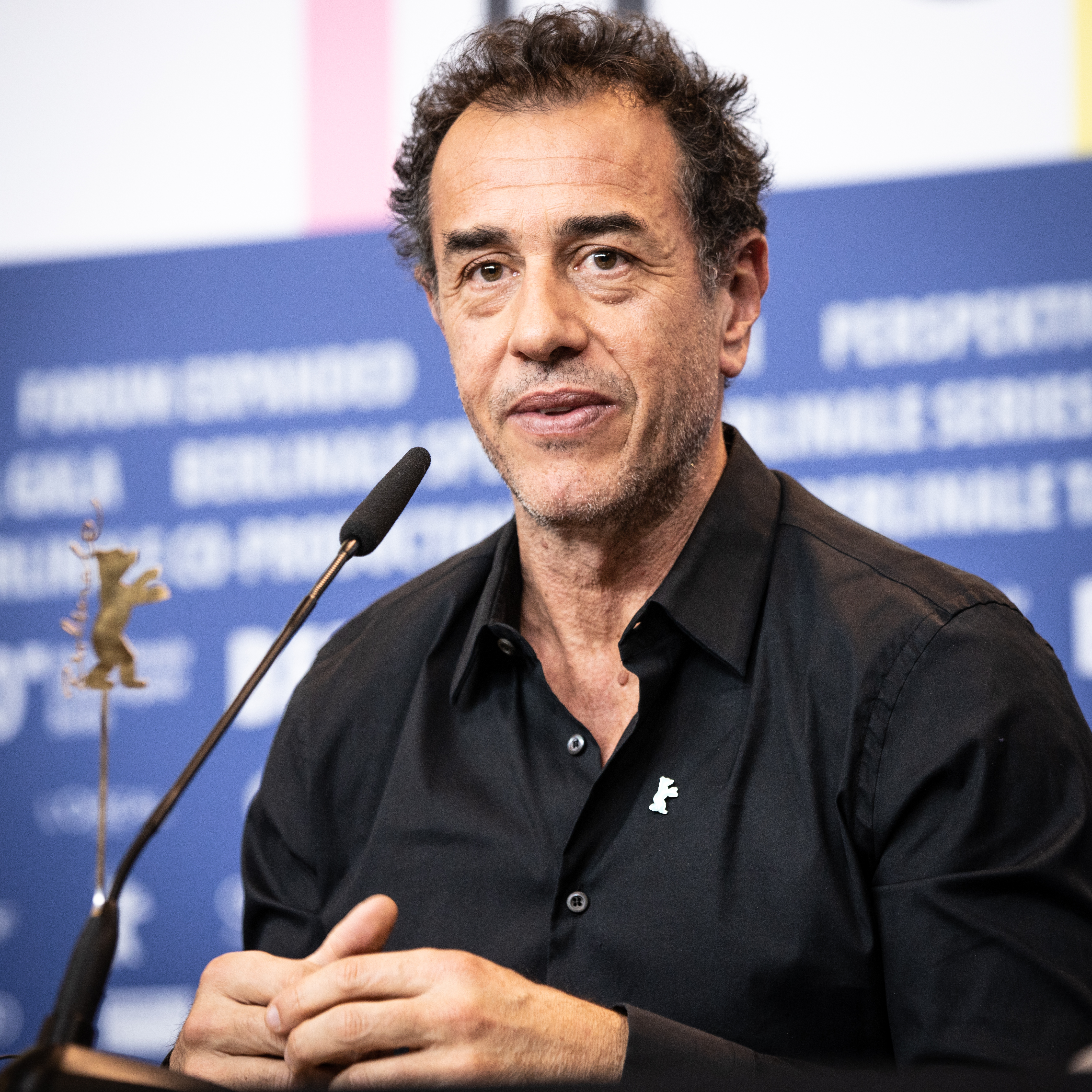
マッテオ・ガローネ

Rotten Tomatoesでは58件の批評が寄せられ支持率83%、平均評価7/10となっており、「カルロ・コッローディの原作を忠実に再現したマッテオ・ガローネの『ほんとうのピノッキオ』は、あらゆる要素を駆使して映像美を追求し、物語がまさに時代を超えたものであることを証明している」と批評している。Metacriticでは10件の批評に基づき63/100のスコアを与えている。第70回ベルリン国際映画祭で映画を鑑賞した批評家たちの総意は、「映画は独自のリアリズムに苦しめられ、おとぎ話のような派手さがないため、すぐに飽きられてしまう。だが、ベニーニの下卑た演技は、時折疲れた笑いを引き起こすかも知れない」となっている。
ハリウッド・リポーターのデボラ・ヤングは「マッテオ・ガローネの新しいピノッキオは、カルロ・コッローディが1883年に発表した古典的児童作品をこれまでで最も野心的に映画化作品の一つであり、本当の感動を与えてくれる」と批評している。IndieWireのエリック・コーンは「B」評価を与え、「『ほんとうのピノッキオ』はその状況に驚くほどの自然さを与えているが、思うに、これは監督が独特なトーンに合わせて実用的なエフェクトを慎重に扱っているためだろう」と批評している。ガーディアンのピーター・ブラッドショーは4/5の星を与え、「『ほんとうのピノッキオ』はとても奇想天外な物語だが、ガローネはそれを奇妙で小気味好いスペクタクルに仕上げている」と批評しており、オブザーバー紙も同じく4/5の星を与え、「原作は、様々な土地を旅するエピソードの多い『五日物語 -3つの王国と3人の女-』の原作と同様にイタリア人映画監督にピッタリの作品です。この作品はガローネに限らず、時代を超えたタイムリーな社会批判でもあります」と批評している。OneRoomwithaView.comのジョゼフィーヌ・アルジェリは「『ほんとうのピノッキオ』は今でも楽しめる映画であり、幻想的なスコアと美しいプロダクションデザインを誇っており、さらに貧困に苦しむイタリアの田舎町のリアリズムの中におとぎ話を作り出すことに成功している」と批評している。

### 受賞・ノミネート
| 映画賞                                                | 部門                            | 対象 | 結果       | 出典          |
| ----------------------------------------------------- | ------------------------------- | --- | ---------- | ------------- |
| 第93回アカデミー賞                                    | 衣裳デザイン賞                  | マッシモ・カンティーニ・パリーニ                                                                           | ノミネート | [ 44 ]        |
| 第93回アカデミー賞                                    | メイクアップ&ヘアスタイリング賞 | ダリア・コッリ、マーク・クーリエ、フランチェスコ・ペゴレッティ                                             | ノミネート | [ 44 ]        |
| 第25回美術監督組合賞                                  | プロダクションデザイン賞        | ディミトリ・カプアーニ                                                                                     | ノミネート | [ 45 ]        |
| 第74回英国アカデミー賞                                | メイクアップ&ヘア賞             | マーク・クーリエ                                                                                           | ノミネート | [ 46 ]        |
| カプリ・ハリウッド国際映画祭                          | 衣裳デザイン賞                  | マッシモ・カンティーニ・パリーニ                                                                           | 受賞       | [ 47 ]        |
| カプリ・ハリウッド国際映画祭                          | フューチャー賞                  | フェデリコ・エラピ                                                                                         | 受賞       | [ 48 ]        |
| 第23回衣装デザイナー組合賞                            | ファンタジー映画賞              | マッシモ・カンティーニ・パリーニ                                                                           | ノミネート | [ 49 ]        |
| 第65回ダヴィッド・ディ・ドナテッロ賞                  | 作品賞                          | ほんとうのピノッキオ                                                                                       | ノミネート |               |
| 第65回ダヴィッド・ディ・ドナテッロ賞                  | 監督賞                          | マッテオ・ガローネ                                                                                         | ノミネート |               |
| 第65回ダヴィッド・ディ・ドナテッロ賞                  | 脚色賞                          | マッテオ・ガローネ、マッシモ・チェッケリーニ                                                               | ノミネート |               |
| 第65回ダヴィッド・ディ・ドナテッロ賞                  | プロデューサー賞                | Archimede、Le Pacte、ライ・チネマ                                                                          | ノミネート |               |
| 第65回ダヴィッド・ディ・ドナテッロ賞                  | 助演女優賞                      | アリーダ・バルダリ・カラブリア                                                                             | ノミネート |               |
| 第65回ダヴィッド・ディ・ドナテッロ賞                  | 助演男優賞                      | ロベルト・ベニーニ                                                                                         | ノミネート |               |
| 第65回ダヴィッド・ディ・ドナテッロ賞                  | 撮影賞                          | ニコライ・ブリュエル                                                                                       | ノミネート |               |
| 第65回ダヴィッド・ディ・ドナテッロ賞                  | 作曲賞                          | ダリオ・マリアネッリ                                                                                       | ノミネート |               |
| 第65回ダヴィッド・ディ・ドナテッロ賞                  | 美術賞                          | ディミトリ・カプアーニ                                                                                     | 受賞       |               |
| 第65回ダヴィッド・ディ・ドナテッロ賞                  | 衣装賞                          | マッシモ・カンティーニ・パリーニ                                                                           | 受賞       |               |
| 第65回ダヴィッド・ディ・ドナテッロ賞                  | メイクアップ賞                  | ダリア・コッリ、マーク・クーリエ                                                                           | 受賞       |               |
| 第65回ダヴィッド・ディ・ドナテッロ賞                  | ヘアスタイリスト賞              | フランチェスコ・ペゴレッティ                                                                               | 受賞       |               |
| 第65回ダヴィッド・ディ・ドナテッロ賞                  | 編集賞                          | マルコ・スポレティーニ                                                                                     | ノミネート |               |
| 第65回ダヴィッド・ディ・ドナテッロ賞                  | 音響賞                          | マリチェッタ・ロンバルド、ルカ・ノヴェッリ、ダニエラ・バッサーニ、ステファノ・グロッソ、ジャンニ・パロット | ノミネート |               |
| 第65回ダヴィッド・ディ・ドナテッロ賞                  | 特殊視覚効果賞                  | テオ・デメリス、ロドルフォ・ミリアリ                                                                       | 受賞       |               |
| ナストロ・ダルジェント賞                              | 作品賞                          | ほんとうのピノッキオ                                                                                       | ノミネート |               |
| ナストロ・ダルジェント賞                              | 監督賞                          | マッテオ・ガローネ                                                                                         | 受賞       |               |
| ナストロ・ダルジェント賞                              | プロデューサー賞                | マッテオ・ガローネ、パオロ・デル・ブロッコ                                                                 | ノミネート |               |
| ナストロ・ダルジェント賞                              | 助演男優賞                      | ロベルト・ベニーニ                                                                                         | 受賞       |               |
| ナストロ・ダルジェント賞                              | 美術賞                          | ディミトリ・カプアーニ                                                                                     | 受賞       |               |
| ナストロ・ダルジェント賞                              | 衣装賞                          | マッシモ・カンティーニ・パリーニ                                                                           | 受賞       |               |
| ナストロ・ダルジェント賞                              | 編集賞                          | マルコ・スポレティーニ                                                                                     | 受賞       |               |
| ナストロ・ダルジェント賞                              | 音響賞                          | マリチェッタ・ロンバルド                                                                                   | 受賞       |               |
| ナストロ・ダルジェント賞                              | 作曲賞                          | ダリオ・マリアネッリ                                                                                       | ノミネート |               |
| ナストロ・ダルジェント賞                              | ビラーギ賞                      | フェデリコ・エラピ                                                                                         | 特別賞     |               |
| イタリア・ゴールデングローブ賞                        | 作品賞                          | ほんとうのピノッキオ                                                                                       | ノミネート | [ 50 ] [ 51 ] |
| イタリア・ゴールデングローブ賞                        | 監督賞                          | マッテオ・ガローネ                                                                                         | ノミネート | [ 50 ] [ 51 ] |
| イタリア・ゴールデングローブ賞                        | 撮影賞                          | ニコライ・ブリュエル                                                                                       | ノミネート | [ 50 ] [ 51 ] |
| イスキア・グローバル・フィルム&ミュージック・フェスト | イスキア・アート・アワード      | フェデリコ・エラピ                                                                                         | 受賞       | [ 52 ]        |
| バーリー国際映画祭                                    | プロデューサー賞                | マッテオ・ガローネ、パオロ・デル・ブロッコ                                                                 | 受賞       | [ 53 ]        |
| バーリー国際映画祭                                    | 助演男優賞                      | ロベルト・ベニーニ                                                                                         | 受賞       | [ 53 ]        |
| バーリー国際映画祭                                    | 衣装デザイン賞                  | マッシモ・カンティーニ・パリーニ                                                                           | 受賞       | [ 53 ]        |
| ゴールデンイーグル・アワード                          | 外国語映画賞                    | ほんとうのピノッキオ                                                                                       | ノミネート | [ 54 ]        |